# Olteni (okręg Vâlcea)
Olteni – wieś w Rumunii, w okręgu Vâlcea, w gminie Bujoreni. W 2011 roku liczyła 1082 mieszkańców.